# Charles Sellier
Charles Sellier (Nancy, 23 dicembre 1830 – Nancy, 23 novembre 1882) è stato un pittore francese.

## Biografia
Charles Sellier era il quarto ed ultimo figlio di Christophe Sellier, di professione giardiniere, e Barbe Maix. Frequentò la Scuola Saint-Pierre di Nancy dal 1842 al 1846 e dal 1846 al 1852 entrò nella "Scuola di belle arti" della sua città, allora diretta dal pittore Louis Leborne (1796-1865), che ottenne per lui una sovvenzione del Comune al fine di continuare i suoi studi. Al tempo stesso, dal 1849 al 1851, Sellier seguì i corsi di anatomia alla "Scuola preparatoria di medicina", sotto la guida di Edmond Simonin.
Nel 1852 Sellier si recò dunque a Parigi, dove frequentò l'atelier di Léon Cogniet. Il 7 ottobre dello stesso anno si iscrisse all'École des Beaux-Arts e già nel 1854 tentò per la prima volta il concorso del Prix de Rome, con il quadro Abraham lavant les pieds aux trois anges. Ma vinse il premio soltanto nel 1857 con la tela La résurrection de Lazare.
Partì quindi per Roma, a Villa Medici, dove rimase fino al 1863. Ebbe però pochi amici e capì che i suoi lavori non erano particolarmente apprezzati da Jean-Victor Schnetz, che dirigeva l'Accademia di Francia a Roma.
Sellier era un giovane di carattere riservato, schivo delle mondanità. Tuttavia fece amicizia con i suoi coetanei Jean-Baptiste Carpeaux e Ferdinand Gaillard, ma gli scarsi successi delle sue opere e la morte della madre e del padre nel giro di pochi mesi nel 1863, fecero sì che egli si rinchiudesse in se stesso. Riuscì comunque a vivere dignitosamente a Parigi con la sua attività di ritrattista.

Nel 1864 tornò a Nancy e si stabilì nella casa di famiglia. In seguito divenne direttore della "Scuola di pittura e disegno" di Nancy (che diventerà in seguito "Scuola di belle arti") dal 1866 al 1871.
Nel 1866 ebbe una figlia, ma si sposò solo nel 1872.

Dopo una lunga malattia Charles Sellier morì nella sua casa di Nancy, all'età di 52 anni.
Sellier lasciò una parte delle sue opere alla sua città natale. Esse sono esposte nel Museo di belle arti e nel Museo della Scuola di Nancy. Un ritratto della madre del 1857 è invece visibile nel Museo d'arte e storia di Toul.

Sellier non fu certo famoso in vita, quando, oltre ai ritratti, si specializzò in soggetti storici e mitologici;  oggi però una riconsiderazione delle sue opere lo pone come precursore dell'Art Nouveau.

## Galleria d'immagini

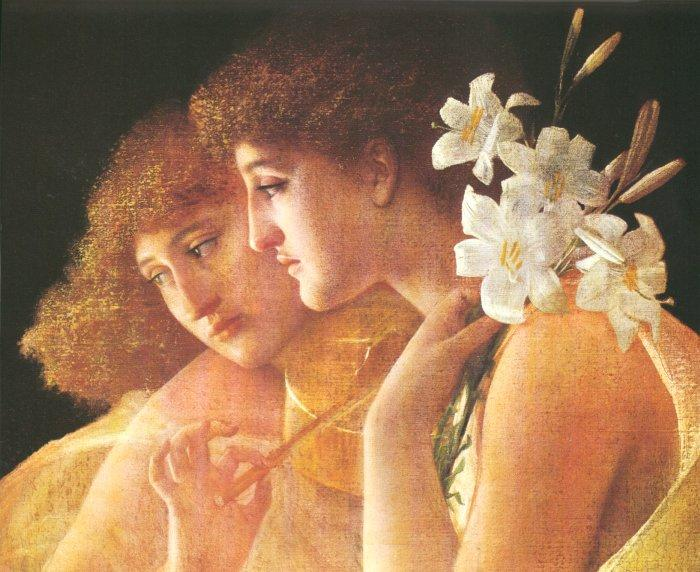
Due angeli
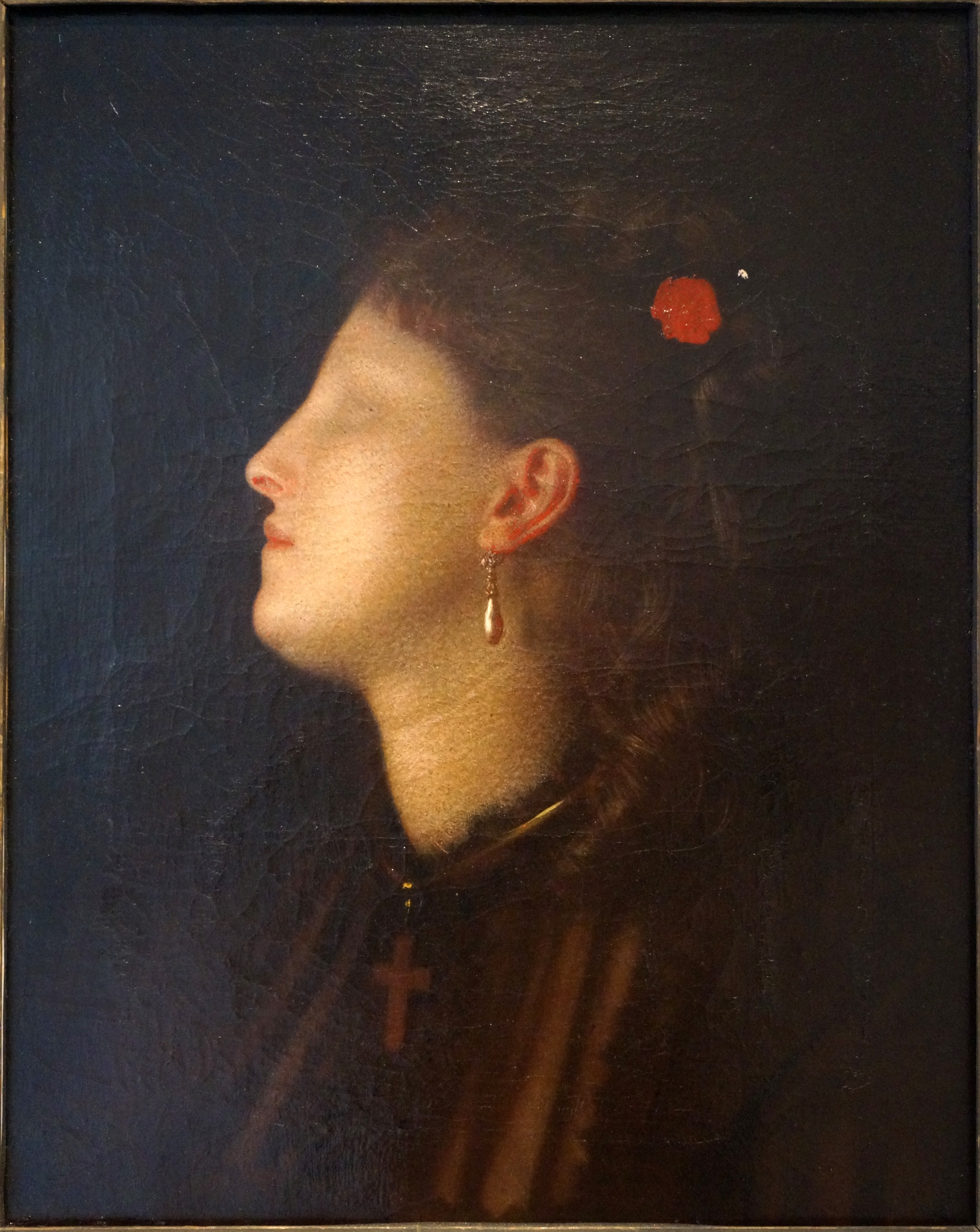
Donna con la perla
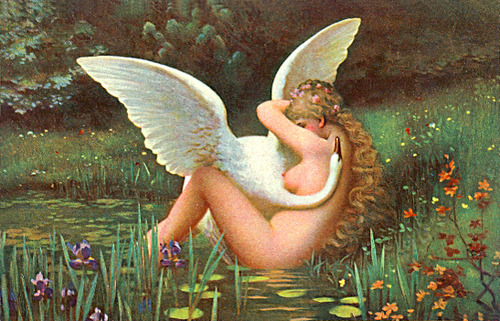
Leda
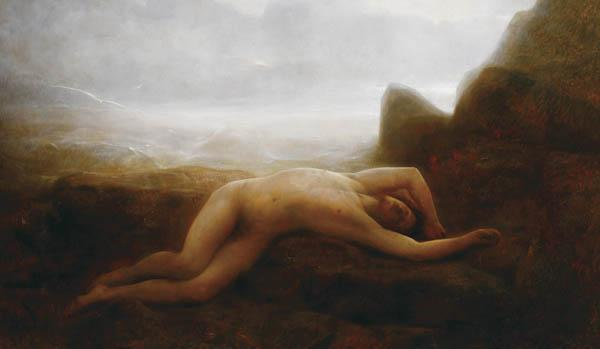
Leandro

## Omaggi
- Due strade gli sono intitolate: a Nancy e a Houdemont nella Meurthe-et-Moselle.
- Una statua che lo ritrae si trova nel Parco della Pépinière di Nancy.
- La tomba di Charles Sellier si trova nel cimitero del Sud di Nancy.